# 曾廣嵩
曾廣嵩（?—?），福建省福州府古田縣人，清朝政治人物、進士出身。
光緒二十四年（1898年），参加光緒戊戌科殿試，登進士二甲38名。同年五月，改翰林院庶吉士。